# Vermilion (chanson)
Pour les articles homonymes, voir Vermilion.
Singles de Slipknot
Duality
(2004) Before I Forget
(2004)
Vermilion est une chanson du groupe de metal Slipknot. Il s'agit du second single extrait de leur troisième album, Vol. 3: (The Subliminal Verses).

## Vermilion Pt. 2
Vermilion Pt. 2 est la suite de l'histoire racontée dans la première partie. Elle présente des morceaux de guitare acoustique, de violoncelle, de piano, et un chant style baryton du chanteur Corey Taylor. La mélodie et le thème sont les mêmes dans les deux versions. Sur les deux versions, Corey Taylor explique que « les différences (entre les deux chansons) sont subtiles — Vermilion Pt. 1 parle d'accumulation, d'anticipation, et de névrose. » « Part 2 en est la suite. »
La chanson est jouée sur scène dans le DVD Voliminal: Inside the Nine, et est également jouée par Corey Taylor et Jim Root sur la chaîne radio KISS-FM.

## Clip vidéo
Les deux chansons possèdent leurs clips vidéo respectifs. La vidéo de Pt. 1 est réalisée par Tony Petrossian et le percussionniste Shawn Crahan, et la vidéo de Pt. 2 est réalisée par Marc Klasfeld. Les deux sont tournées à Los Angeles, en Californie, en fin août 2004. la femme aperçue dans la vidéo est Janna Bossier.

## Liste des titres
Vermilion Part. 1
1. Vermilion (Single Mix) – 4:17
2. Scream – 4:32
3. Danger – Keep Away – 7:56
4. Vermilion (Video) – 4:17

Vermilion Part. 2
1. Vermilion Pt. 2 – 3:42